# Corpo Voluntário Russo

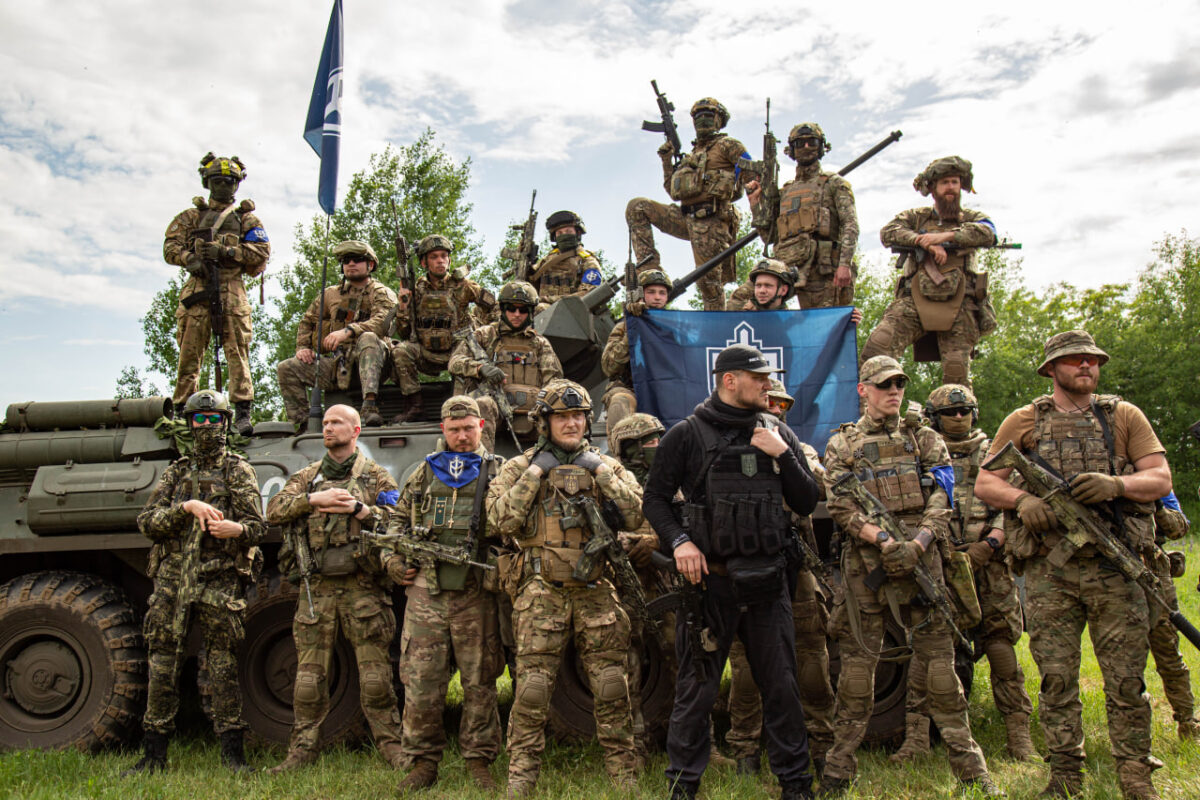
Membros do Corpo de Voluntários Russos durante uma coletiva de imprensa em 24 de maio de 2023.

O Corpo Voluntário Russo (RDK; em russo:  Русский добровольческий корпус, transl. Russkiy dobrovol'cheskiy korpus) é uma unidade da Defesa Territorial da Ucrânia formada em agosto de 2022 por voluntários russos de extrema-direita que lutam pela Ucrânia no Regimento Azov e outras unidades desde 2014.
Ao contrário da Legião da Liberdade da Rússia, a liderança do corpo não depende de ex-militares russos que acabaram na “Legião” após serem feitos prisioneiros, mas de emigrantes russos de direita e extrema-direita que vivem na Ucrânia. O Denis "White Rex" Ritkin e o grupo central que formou o Corpo Voluntário são veteranos do Batalhão Azov.
Segundo um dos comandantes, os combatentes do Corpo "podem antes ser atribuídos ao espectro político conservador de direita". Os próprios combatentes usam ativamente os símbolos do Exército de Libertação da Rússia, que colaborou com a Alemanha Nazista durante a Segunda Guerra Mundial.
O corpo concordou em fazer parte da coletiva de imprensa de 31 de agosto, com a Legião da Liberdade da Rússia e o Exército Nacional Republicano (ENR). No mesmo dia, Ilya Ponomarev, como chefe político do ENR, assinou um acordo para criar um centro político conjunto com a Legião da Liberdade e afirmou que o Corpo de Voluntários Russos também concordou em aderir ao mesmo acordo. No entanto, o Corpo Voluntário Russo emitiu posteriormente uma declaração oficial, de que não assinaram nenhum tipo de declaração, não concordaram em se juntar ao centro político de Ilya Ponomarev, aceitar a bandeira branco-azul-branco ou considerar Ponomarev como chefe político.